# Le Bouffon Calabacillas (Vélasquez, Madrid)
Pour les articles homonymes, voir Le Bouffon Calabacillas.
Le Bouffon Calabacillas ou Le Bouffon aux calebasses (en espagnol : El bufón Calabacillas) est un portrait de Diego Velázquez. C’est une huile sur toile représentant un bouffon, « homme de plaisir » ou truand de la cour de Philippe IV d'Espagne. La toile est conservée au musée du Prado depuis sa création en 1819.

## Histoire
Il pourrait s’agir d’un des « Quattro rettrattos de diferentes Sujettos y enanos Originales de Uelazquez » qui sont mentionnés dans la première pièce de la Tour de la Parada dans l’inventaire de 1701. D’après López-Rey, ce serait également celui cité dans l’inventaire de 1747, sans mention de peintre, comme un « cadre d’un nain riant » et de dimensions légèrement supérieures.
En 1722, la toile est indiquée comme provenant de la Tour de la Parada. Elle fut inventoriée au palais royal de Madrid sous le numéro 1012, en compagnie de trois autres nains de Velázquez – Francisco Lezcano, Diego de Acedo et El bufón el Primo (anciennement identifié comme Sebastián de Morra) – il est décrit comme un portrait de « bouffon avec un petit col à la flamande » aux dimensions actuelles. L’inventaire de 1789 du même palais le localise dans une « pièce à manger » avec El bufón el Primo ; pour la première fois figure le nom de « Bobo de Coria » (l’imbécile de Coria), expression qui, même sans fondement, fut maintenue dans les inventaires suivants. En 1819, la toile intègre le musée du Prado, toujours sous ce nom.
Le surnom « aux Calebasses » fut donné par Cruzada Villaamil en 1885. Il est lié à la présence de ces cucurbitacées des deux côtés du bouffon. La toile fut admise sous ce nom dans le catalogue du Prado de 1910 où il était précisé « accompagné d’une calebasse ».
Un «Juan aux Calebasses», appelé également « Calabacillas » et « le bigleux », est documenté en 1630 comme faisant partie du service du Cardinal et Infant Ferdinand d’Autriche, puis à partir de 1632, à la cour de Philippe IV d'Espagne. Il devait être un bouffon d’excellente réputation par les soldes élevés qu’il recevait et par les services auxquels il avait droit (chariot, mule, et bêtes de somme). D’après la documentation conservée, Velázquez le peignit à deux reprises. La seconde toile pourrait être Le Bouffon Calabacillas (1626-1633) (musée d’Art de Cleveland), bien que ce soit discuté par la critique à cause de l’aspect bien plus juvénile de cette dernière toile par rapport au portrait du Prado.
Sa mort, en 1639, fixe une date limite pour la réalisation de cette toile, bien que par le passé, des critiques lui attribuèrent des dates postérieures en se basant sur la technique très avancée pour le cou, les poings, le schématisme des mains et le flou du visage avec lesquels Velázquez accentue l’inquiétante vision du difforme. Une date peu antérieure à 1639 serait cependant admissible par sa proximité avec d’autres bouffons peints pour la Tour de la Parada bien que les autres soient des toiles de plein air. Ce nain se trouve enfermé dans une petite chambre nue et sans perspective, dans un espace clos par une tache marron informe sur sa droite.

## Description et caractéristiques techniques
Le bouffon louche, semble assis dans une posture incommode sur de petites pierres, les jambes repliées et croisées. Il se frotte les mains. Il est vêtu d’un vêtement vert avec des manches longues avec au niveau des poignets et du cou de la dentelle. Devant il tient un verre ou un petit baril de vin, une calebasse sur le côté. Elle est peinte au-dessus d’une jarre antérieure avec ses anses. Enfin, il y a à sa droite une gourde dorée qui fut fréquemment interprétée comme une autre calebasse pour forcer l’identification du personnage anonyme. Dans les anciens inventaires la toile figurait sous le titre « le bouffon Juan Calebasse ». Diego Angulo Íñiguez signala que Velasquez dans sa composition avait pu se servir d’une gravure d’Albrecht Dürer titrée El desesperado (Le désespéré) et qui, d’après Alfonso E. Pérez Sánchez, exclut le caractère « surprenant » de la toile. Il insiste au contraire sur l’élaboration de la conception qui pourrait occulter des intentions allégoriques inconnues.
Le caractère fortement réaliste du geste, cependant, affirme le caractère véridique de la toile. Qui que soit le personnage, il avait de clairs symptômes de retards mentaux qui sont analysés par le peintre. La pose désinvolte contraste avec le sourire vide, l’isolement, le geste presque autiste des mains et la position du bouffon, réfugié dans un coin d’une pièce vide comme l’écrivit Fernando Marías.
Le portrait fut peint rapidement, avec des couches de couleurs quasi transparentes. Velasquez utilisa de grandes quantités d’agglutinants. Les repentirs sont bien visibles sur la tête et la calebasse située à gauche. Ils furent faits pendant que Velázquez peignait et avec les mêmes pigments. Les coups de pinceaux sont très légers et avec peu de pâte sur toute la superficie de la toile. Il arrive à rendre le flou du visage en frottant le pinceau avec très peu de matière sur un modelé existant, obscurcissant ou éclaircissant certaines zones. Le cou et les poings furent également peints avec des coups de pinceau fins et apparemment déplumés sur un vêtement déjà terminé. Par ses évolutions techniques, les « Calebasses » seraient le dernier des bouffons de la Tour de la Parada à être peint. Velázquez utilisa une technique similaire mais plus rapide que pour les autres toiles, comme le montrerait la base obscure de la préparation, intégrée par moments comme élément de fond. Cette base est la même que celle utilisée dans le portrait du bouffon don Diego de Acedo mais sans les carnations roses ajoutées aux autres toiles de la Tour de la Parada. Ces toiles sont faites durant une décennie, 1630, particulièrement prolifique de Velázquez avant qu’il ne soit pris par ses fonctions à la cour.